# الجزيرة المنبسطة (وهران)
الجزيرة المنبسطة (بالفرنسية: Ile Plane)‏ أو جزيرة الحمامة (بالإسبانية: Isla Paloma)‏ هي جزيرة جزائرية تبلغ مساحتها 4 هكتارات، تحيط بها إحدى عشر صخرة بحرية. تقع على بعد 25 كم شمال غرب وهران وحوالي 7 كم من شاطئ بوسفر بدائرة عين الترك، يسكنها النورس أصفر الساق، هي واحدة من أجمل الوجهات للقوارب في المنطقة وقاع البحر بها جميل جدا. للجزيرة رصيف صغير (ضحل) للقوارب الصغيرة وكذلك منارة صغيرة في الأعلى مهجورة في الخدمة.
إن وجود أنواع حيوانية ونباتية متوطنة في المنطقة جعلها مركز تنوع بيولوجي يبرر حتمية تصنيفها، فالجزيرة المنبسطة هي الأولى التي تم تصنيفها منطقة بحرية محمية من قبل لجنة محلية على المستوى الوطني في الجزائر بعد دراسة تصنيفية مقدمة من جمعية البيئة البحرية «بربروسا».